# Théophile Gautier
Pierre Jules Théophile Gautier (30 tháng 8 năm 1811 – 23 tháng 10 năm 1872) là một nhà thơ, nhà viết kịch, tiểu thuyết gia, nhà báo và nhà phê bình văn học người Pháp. Mặc dù Théophile Gautier là một người bảo vệ nhiệt thành cho chủ nghĩa lãng mạn nhưng các tác phẩm của ông rất khó để xếp loại và vẫn được tham khảo cho nhiều trường phái như phái thi sơn, chủ nghĩa biểu hiện, phái suy đồi hay chủ nghĩa hiện đại. Théophile Gautier giành được sự kính trọng rộng rãi từ các nhà văn khác như Balzac, Baudelaire, anh em nhà Goncourt, Flaubert, Ezra Pound, T. S. Eliot, Henry James, Proust và Oscar Wilde.